# Roy DeMeo
Roy Albert DeMeo (New York, 7 settembre 1940 – New York, 10 gennaio 1983) è stato un mafioso statunitense appartenente alla famiglia Gambino di New York. Guidava un gruppo noto come la "banda DeMeo", composto da circa una ventina di affiliati coinvolti in omicidi, furti d’auto, traffico di droga, prostituzione e pornografia.
La banda DeMeo divenne tristemente celebre per l’alto numero di omicidi e per il metodo brutale con cui si liberava dei cadaveri, una pratica che prese il nome di "Metodo Gemini". Si stima che il gruppo sia responsabile di circa 200 omicidi, molti dei quali eseguiti dallo stesso DeMeo.

## Biografia
Roy DeMeo nacque il 7 settembre 1940 nel quartiere Flatlands di Brooklyn, a New York, in una famiglia di immigrati italiani di umili origini, provenienti da Formia, nel Lazio. Era il quarto di cinque figli di Antonio Joseph "Anthony" DeMeo, fattorino presso un servizio di lavanderia, e di Eleanor DeMeo (nata Colarullo), casalinga. Roy si diplomò alla James Madison High School nel 1959 e già durante gli anni scolastici iniziò a guadagnare denaro prestando soldi a usura. Tra i suoi compagni di classe figuravano l’economista Walter Block e il futuro candidato alla presidenza Bernie Sanders.
Tra i 15 e i 22 anni lavorò in un negozio di alimentari della zona, dove apprese il mestiere di macellaio. La famiglia fu segnata da diverse tragedie: il fratello maggiore, Anthony Frank "Chubby" DeMeo, caporale dei Marines, morì in combattimento durante la Guerra di Corea il 23 aprile 1951, a soli 20 anni. Poco dopo, il 12 dicembre 1960, il padre di Roy morì d'infarto. A seguito di questa perdita, la madre decise di tornare in Italia con il figlio più giovane, stabilendosi presso dei parenti nei pressi di Napoli.

## Carriera criminale

### Dai Lucchese ai Gambino
DeMeo iniziò la sua carriera criminale come affiliato alla fazione di Brooklyn della famiglia mafiosa Lucchese, che controllava attività come le compagnie di carro attrezzi, gli sfasciacarrozze e un vasto giro di furti d’auto nelle zone di Flatlands e Canarsie. Nel 1966, Anthony "Nino" Gaggi, un soldato della famiglia Gambino, notò il potenziale di DeMeo e gli suggerì che avrebbe potuto guadagnare molto di più trasferendo la sua fedeltà ai Gambino. Sul finire degli anni ’60, le prospettive criminali di DeMeo crebbero su due fronti: da un lato continuava il racket dell’usura con Gaggi, dall’altro mise insieme una banda di giovani dediti al furto d’auto. Questo gruppo di malviventi divenne noto, tanto negli ambienti criminali quanto tra le forze dell’ordine, come la "banda DeMeo".

### La banda DeMeo
Il primo membro reclutato fu Harvey "Chris" Rosenberg, appena sedicenne, che incontrò DeMeo nel 1966 mentre spacciava marijuana in una stazione di servizio a Canarsie. DeMeo aiutò Rosenberg ad espandere la sua attività, prestando denaro per permettergli di trattare quantità maggiori di droga. Entro il 1972, Rosenberg aveva presentato i suoi amici a DeMeo, che li arruolò nella sua crescente organizzazione. Tra i nuovi membri figuravano Patrick e Joseph Testa, Anthony Senter, Richard e Frederick DiNome, Henry Borelli, Joseph "Dracula" Guglielmo (cugino di DeMeo), e successivamente Vito Arena e Carlo Profeta.
Nel 1972, DeMeo entrò a far parte di una cooperativa di credito a Brooklyn e ottenne rapidamente un posto nel consiglio di amministrazione. Da questa posizione privilegiata, cominciò a riciclare i proventi delle sue attività illecite e coinvolse altri colleghi nella lucrosa impresa di ripulire il denaro dei trafficanti di droga con cui era entrato in contatto. Sfruttò anche i fondi sottratti alla cooperativa per potenziare il proprio giro di usura.
La clientela di DeMeo si estese rapidamente oltre il settore automobilistico, includendo attività come studi dentistici, cliniche per aborti, ristoranti e mercati delle pulci. Ufficialmente, risultava impiegato presso la S & C Sportswear Corporation di Brooklyn e raccontava ai vicini di lavorare nell’edilizia, nella vendita di generi alimentari e nel commercio di auto usate. Secondo Salvatore Vitale, sottocapo della famiglia Bonanno, nel 1974 gli fu ordinato di consegnare a DeMeo un cadavere appena ucciso affinché venisse fatto sparire in un garage nel Queens.

### L'omicidio di Andrei Katz
Alla fine del 1974, sorse un violento contrasto tra la banda DeMeo e Andrei Katz, un giovane proprietario di un’officina meccanica e socio di DeMeo in un giro di furti d’auto. Nel gennaio 1975, Katz si presentò volontariamente presso la Procura di Brooklyn e rivelò che Rosenberg era profondamente coinvolto nel traffico di auto rubate. DeMeo venne a sapere subito dell’incontro grazie a un detective della polizia di New York che era sulla sua busta paga. Ordinò quindi a Borelli di contattare Babette Judith Questel, una loro conoscente, per usarla come esca.
Il 13 giugno 1975, la Questel attirò Katz nel suo complesso residenziale con il pretesto di un appuntamento galante; appena arrivato, Katz fu rapito dagli uomini della banda DeMeo. Venne portato nel reparto macelleria di un supermercato a Rockaway Beach, nel Queens, dove fu accoltellato ripetutamente al cuore e alla schiena con un coltello da macellaio. Dopo la decapitazione, la testa fu schiacciata in una pressa per cartone. I resti furono poi avvolti in sacchi di plastica e gettati nel cassonetto del supermercato. Alcuni giorni dopo, un passante che portava a spasso il cane trovò una gamba di Katz sul marciapiede vicino al negozio, facendo scoprire l’orrendo omicidio. La polizia confermò alla stampa la brutalità del delitto, ma inizialmente non rilasciò altri dettagli. Il corpo venne identificato due giorni dopo tramite i denti.

## Il Metodo Gemini
Nel corso degli anni ’70, DeMeo trasformò i suoi seguaci in una banda esperta non solo nell’omicidio, ma anche nel brutale smembramento dei cadaveri. Salvo nei casi in cui un delitto doveva servire come monito o quando non esistevano alternative praticabili, la banda aveva codificato un metodo standard di esecuzione, studiato per eliminare rapidamente le vittime e farle sparire senza lasciare traccia. Questo stile di esecuzione prese il nome di "Metodo Gemini", dal Gemini Lounge, il bar che fungeva da quartier generale della banda e dove furono commessi la maggior parte degli omicidi.
Secondo le testimonianze fornite agli inizi degli anni ’80 da diversi membri e complici del gruppo diventati collaboratori di giustizia, il processo si svolgeva così: la vittima veniva attirata attraverso l’ingresso laterale del Gemini Lounge e condotta in un appartamento situato nella parte posteriore del locale. A quel punto, un membro della banda - quasi sempre lo stesso DeMeo, come raccontò Frederick DiNome, ex affiliato diventato testimone - si avvicinava armato di pistola silenziata e con un asciugamano nell’altra mano. Sparava alla testa della vittima e avvolgeva subito l’asciugamano attorno alla ferita per bloccare il flusso di sangue. Immediatamente dopo, un altro membro - inizialmente Rosenberg - accoltellava il cuore della vittima per evitare che il sangue continuasse a pompare fuori dalla ferita da arma da fuoco. A quel punto, la vittima era morta.
Il corpo veniva quindi spogliato e trascinato in bagno, dove il sangue residuo veniva fatto defluire o lasciato coagulare all’interno, in modo da limitare il disordine durante la fase successiva. I membri della banda stendevano dei teli di plastica nella stanza principale e procedevano a smembrare il cadavere, tagliandone braccia, gambe e testa.
Una volta smembrati, i resti venivano messi in sacchi, inseriti in scatole di cartone e trasportati alla discarica di Fountain Avenue, a Brooklyn. La quantità di immondizia scaricata ogni giorno nella discarica rendeva quasi impossibile ritrovare i corpi. Durante le prime fasi di un’indagine negli anni ’80, le autorità considerarono l’idea di scavare nella discarica per cercare resti umani, ma il piano fu abbandonato perché troppo costoso e con scarse possibilità di successo. La discarica, situata di fronte al complesso residenziale Starrett City, fu chiusa nel 1985 e successivamente trasformata in un parco; oggi non resta alcun segno o odore del passato.
In alcuni casi, però, le vittime venivano uccise con metodi diversi. Informatori sospetti o persone che avevano mancato di rispetto alla banda o ai loro superiori venivano lasciati morti per strada, come avvertimento. Altre volte, non era possibile attirare il bersaglio al Gemini Lounge, e in tali situazioni venivano utilizzati altri luoghi. Si sa, ad esempio, che almeno in un’occasione Richard DiNome usò il suo cabinato per far sparire i resti in mare.

## Altre attività criminali
Nella seconda metà del 1975, Roy DeMeo divenne socio occulto di un locale per spettacoli a luci rosse e prostituzione a Bricktown, nel New Jersey. Il proprietario dell’attività era indebitato con DeMeo a causa di prestiti usurari e, non potendo saldare il debito, fu costretto a cedergli una quota dell’impresa. In quel periodo, DeMeo iniziò anche a trafficare in materiale pornografico estremo, inclusi filmati di bestialità e pornografia infantile, che distribuiva sia nel suo locale del New Jersey sia attraverso contatti nel Rhode Island.
Quando Anthony "Nino" Gaggi venne a sapere di queste attività particolarmente scabrose, impose a DeMeo di interromperle immediatamente, minacciandolo di morte. DeMeo, però, disobbedì e continuò indisturbato. Gaggi, sorprendentemente, non prese alcuna misura contro di lui. Secondo il racconto del nipote di Gaggi, Dominick Montiglio, l’argomento non fu mai più menzionato, purché DeMeo continuasse a versargli la sua parte di profitti.
Nonostante il severo divieto della famiglia Gambino di trattare droga, DeMeo era coinvolto anche nel narcotraffico. Finanziò un'importazione su larga scala di marijuana colombiana, che veniva scaricata da una nave al largo e poi distribuita attraverso varie officine a Canarsie. Inoltre, il Gemini Lounge veniva utilizzato anche per la vendita di cocaina.
Alla fine del 1975, DeMeo finì nel mirino dell’IRS (l’Agenzia delle Entrate statunitense), che avviò un’indagine sui suoi redditi. Qualche mese prima, la cooperativa di credito a cui era legato era stata costretta alla bancarotta a causa dei saccheggi operati da DeMeo e dalla sua banda. DeMeo si dimise prima che potesse essere incriminato. Per giustificare le sue entrate e scongiurare un’accusa formale, presentò dichiarazioni giurate firmate da amici e conoscenti che affermavano di averlo assunto nelle loro aziende, consentendogli così di raggiungere un accordo con l’IRS.
Nonostante le indagini, le fonti di reddito di DeMeo - e la sua influenza - continuarono ad aumentare. Nel luglio del 1976 aggiunse alla sua rete di usura una concessionaria d’auto chiamata Team Auto Wholesalers, il cui proprietario, Matthew Rega, acquistava auto rubate dalla banda DeMeo per rivenderle in un suo autosalone nel New Jersey. DeMeo si dedicò anche alla rapina di camion merci in uscita dall’aeroporto JFK, attività per la quale arruolò Edward “Danny” Grillo, un ex detenuto esperto in questo tipo di colpi.
Nell’autunno del 1976 la famiglia Gambino fu scossa da un cambiamento epocale: il boss Carlo Gambino morì per cause naturali e al suo posto fu nominato Paul Castellano. Aniello Dellacroce mantenne il ruolo di sottocapo. Per DeMeo, questo cambio al vertice ebbe due conseguenze importanti: Gaggi fu promosso a caporegime, prendendo il controllo della squadra che in precedenza era guidata da Castellano, e la morte di Gambino riaprì teoricamente le porte a nuove affiliazioni nella famiglia mafiosa.
Tuttavia, Castellano non autorizzò subito l’ingresso di nuovi membri, preferendo promuovere quelli già affiliati e riorganizzare le varie crew. Inoltre, sembrava contrario all’idea di fare entrare DeMeo nella famiglia: lo considerava troppo violento, fuori controllo e troppo legato alla criminalità da strada, mentre lui preferiva circondarsi di persone coinvolte nel crimine da "colletti bianchi". Gaggi cercò più volte di convincerlo a cambiare idea, ma fu sempre respinto.
Nel 1977, DeMeo cominciò a manifestare frustrazione per la sua esclusione e iniziò a cercare nuove attività criminali più redditizie, nella speranza di guadagnare il favore dei vertici della famiglia.

### L’alleanza con i Westies
Roy DeMeo riuscì infine a ottenere la tanto ambita affiliazione ufficiale nella famiglia Gambino grazie a un’alleanza strategica con i Westies, una gang irlandese attiva nel quartiere di Hell’s Kitchen, a Manhattan. Il capo di una gang rivale, Mickey Spillane, stava ostacolando i lavori di costruzione del centro congressi Jacob K. Javits, un progetto in cui Paul Castellano aveva forti interessi economici. Nel maggio 1977, Spillane fu assassinato in circostanze mai chiarite, aprendo la strada alla salita al potere del boss James "Jimmy" Coonan, che prese il controllo degli affari criminali irlandesi nella zona ovest di Manhattan.
Intravedendo un’occasione d’oro per creare una nuova e redditizia fonte di entrate per la famiglia Gambino, DeMeo convinse Gaggi a proporre un’alleanza con i Westies. Poco dopo, Coonan e il suo braccio destro, Mickey Featherstone, furono convocati da Castellano: accettarono di diventare un’estensione operativa dei Gambino in cambio di protezione, accesso a vantaggiosi contratti sindacali e, in cambio, il 10% dei loro guadagni sarebbe finito nelle casse della famiglia. Inoltre, i Westies avrebbero accettato incarichi di omicidio su commissione.

### L'affiliazione
Fu proprio il ruolo centrale di DeMeo in questa alleanza a convincere Castellano a concedergli l’ingresso ufficiale nella famiglia mafiosa. Venne affiliato nella metà del 1977 e incaricato di gestire tutti i rapporti tra i Gambino e i Westies. Gli fu ordinato di non commettere omicidi senza autorizzazione e di tenersi lontano dal traffico di droga - ordini che però non furono mai davvero rispettati. La sua banda continuò a vendere cocaina, marijuana e pillole narcotiche in grandi quantità.
DeMeo, inoltre, continuava a compiere omicidi non autorizzati. Tra questi, quello di Johnathan Quinn, un ladro d’auto sospettato di collaborare con la polizia, e della sua giovane fidanzata diciannovenne, Cherie Golden. I loro cadaveri furono abbandonati in luoghi pubblici per lanciare un chiaro avvertimento contro chiunque avesse intenzione di parlare con le autorità.
Nel 1978, Frederick DiNome, che fino a quel momento era stato l'autista personale di DeMeo, entrò ufficialmente a far parte della banda. Poco dopo, DeMeo ordinò l’eliminazione di Edward "Danny" Grillo, ex detenuto e membro della banda, ormai indebitato fino al collo e considerato potenzialmente vulnerabile alle pressioni della polizia. Grillo fu ucciso, smembrato e fatto sparire secondo il classico “Metodo Gemini”: fu la prima esecuzione interna per motivi disciplinari documentata all'interno della banda.

### L'omicidio di Chris Rosenberg
La vittima successiva fu Harvey "Chris" Rosenberg, uno dei membri storici della crew. Aveva organizzato un affare di droga con un trafficante cubano residente in Florida, per poi uccidere lui e i suoi uomini una volta arrivati a New York. Il cubano, però, era legato a un potente cartello, e la famiglia Gambino rischiava una sanguinosa faida se non fosse stata fatta giustizia. Castellano ordinò quindi a DeMeo di uccidere Rosenberg. Ma quest’ultimo esitò per settimane, incapace di eliminare un uomo che considerava quasi come un figlio.
In quel periodo, DeMeo si rese protagonista del suo omicidio più assurdo e pubblico. La vittima era Dominick Ragucci, uno studente universitario che vendeva prodotti porta a porta per pagarsi gli studi. Vedendolo parcheggiato davanti alla sua abitazione di Massapequa Park, Long Island, DeMeo pensò si trattasse di un sicario cubano. Ne scaturì un inseguimento di oltre dieci chilometri lungo la Route 110, durante il quale DeMeo, insieme a Joseph Guglielmo e Frederick DiNome, aprì il fuoco uccidendo il ragazzo. Quando realizzò di aver assassinato un innocente, DeMeo rimase sconvolto: secondo il figlio Albert, si chiuse nello studio, rifiutò il cibo per giorni e scoppiò in lacrime. La moglie Gladys, fino a quel momento rassegnata alla doppia vita del marito, rimase profondamente scossa. L’uccisione di Ragucci segnò una frattura anche nel rapporto con lei.
Gaggi, furioso per le conseguenze dell’omicidio, pretese che DeMeo eseguisse immediatamente l’ordine di eliminare Rosenberg, onde evitare altre vittime innocenti. La sera dell’11 maggio 1979, durante l’incontro settimanale al Gemini Lounge, DeMeo sparò un colpo alla testa di Rosenberg. Quando il ragazzo, agonizzante, tentò di rialzarsi, fu Anthony Senter a finirlo con altri quattro proiettili.
A differenza delle altre vittime, il corpo di Rosenberg non venne smembrato. I narcotrafficanti cubani avevano preteso che la morte venisse resa pubblica. I membri della crew posero quindi il cadavere nell’auto di Rosenberg e la lasciarono sul ciglio di Cross Bay Boulevard, vicino al Gateway National Wildlife Refuge nel Queens, dove fu facilmente ritrovato.
Secondo quanto raccontato da Albert DeMeo, l’omicidio di Rosenberg segnò profondamente il padre, che si isolò per due giorni senza parlare con nessuno. Dopo il fatto, Roy DeMeo si nascose per sei settimane in un appartamento nei pressi di Times Square, insieme a Guglielmo, camuffandosi con barba lunga, cappellino e occhiali da sole ogni volta che usciva in strada.

### L’operazione Empire Boulevard
Nel corso del 1979, Roy DeMeo ampliò significativamente il suo impero criminale, concentrandosi in particolare sul traffico di automobili rubate. Quella che venne ribattezzata dagli agenti dell’FBI "Operazione Empire Boulevard" divenne in breve tempo la più vasta rete di furti d’auto nella storia di New York.
Il meccanismo era collaudato: centinaia di veicoli rubati venivano caricati al porto di Newark e spediti verso il Kuwait e Porto Rico, dove venivano rivenduti a caro prezzo. Alla guida dell’operazione, oltre a DeMeo, c’erano cinque soci principali che, secondo le stime dell’FBI, guadagnavano ciascuno fino a 30.000 dollari a settimana. Ma le auto non erano l’unica merce in uscita: DeMeo esportava anche sigarette di contrabbando e riviste pornografiche verso il Medio Oriente, dove c’era un mercato nero molto redditizio.
Se i soci curavano la parte logistica e commerciale, erano invece i membri della banda e altri affiliati esterni a compiere materialmente i furti per le strade di New York. Tra questi c’era Vito Arena, un ladro d’auto e rapinatore seriale che aveva iniziato a lavorare per DeMeo nel 1978, dopo aver assassinato il suo ex socio in affari. Proprio come Frederick DiNome, anche Arena finì per entrare stabilmente nell’orbita della banda, diventando un collaboratore fidato.
L’intera operazione rischiò però di crollare quando un concessionario d’auto legittimo, venuto a conoscenza del traffico, minacciò di denunciare tutto alla polizia. Prima che potesse parlare, DeMeo ordinò la sua eliminazione. L’uomo fu ucciso insieme a un amico che si trovava con lui per caso - una mossa brutale, ma efficace nel mantenere il silenzio e la continuità dell’attività.

### Gli omicidi degli Eppolito
Alla fine del 1979, Roy DeMeo e il suo mentore Anthony Gaggi si trovarono coinvolti in un violento scontro interno alla famiglia Gambino. I loro avversari erano James Eppolito e suo figlio James Jr., entrambi membri "fatti" (made) dello stesso gruppo mafioso guidato da Gaggi. I due erano rispettivamente zio e cugino di Louis Eppolito, un ex poliziotto del NYPD noto per la sua corruzione, figlio di Ralph Eppolito, anch'egli affiliato alla famiglia Gambino.
Il conflitto esplose quando James Eppolito Sr. accusò DeMeo e Gaggi di essere coinvolti nel traffico di droga - un crimine considerato intollerabile e punibile con la morte all’interno dell’organizzazione, soprattutto sotto la leadership di Paul Castellano. Eppolito portò le accuse direttamente a Castellano, sperando in un intervento punitivo. Ma la lealtà di Castellano verso Gaggi ebbe la meglio: autorizzò questi ultimi a “occuparsi del problema” come ritenevano opportuno.
La sentenza fu eseguita il 1° ottobre 1979. Gaggi e DeMeo attirarono i due Eppolito in auto, con la scusa di un incontro presso il Gemini Lounge, e li giustiziarono a colpi di pistola all’interno del veicolo del figlio. Tuttavia, un passante vide la sparatoria e avvisò un agente di polizia che si trovava nelle vicinanze. Ne seguì un conflitto a fuoco in cui Gaggi rimase ferito al collo e fu arrestato. DeMeo, che si era già allontanato dalla scena, riuscì invece a fuggire senza essere riconosciuto o collegato all’omicidio.
Gaggi fu processato per omicidio e tentato omicidio di un agente, ma grazie a una manipolazione della giuria, fu condannato solo per aggressione e ricevette una pena compresa tra i cinque e i quindici anni di carcere. Poco dopo la condanna, nel marzo del 1980, DeMeo fece uccidere il testimone oculare dell’omicidio, eliminando così un potenziale pericolo per entrambi.
Nonostante questi eventi, l’Operazione Empire Boulevard continuò a crescere fino all’estate del 1980, quando il magazzino usato come centro logistico fu perquisito da agenti dell’FBI della sede di Newark. Nel maggio del 1981, due membri della banda - Henry Borelli e Frederick DiNome - furono arrestati per il loro coinvolgimento nell’operazione. Tuttavia, mancavano prove concrete per incriminare anche gli altri soci. DeMeo ordinò quindi ai due di dichiararsi colpevoli, nella speranza di evitare ulteriori indagini che potessero risalire a lui.

## Morte
Nel 1982, l’FBI intensificò le indagini su un numero crescente di persone scomparse o ritrovate uccise, tutte connesse in qualche modo a Roy DeMeo o viste per l’ultima volta entrare nel famigerato Gemini Lounge. Dopo essere stato arrestato il 4 giugno 1982 per una serie di rapine, Vito Arena - uno dei collaboratori di DeMeo - iniziò a collaborare con una task force composta da forze dell’ordine statali e federali. Temendo che la sua testimonianza avrebbe portato a numerosi arresti, DeMeo e il suo gruppo si diedero alla macchia per tutta l’estate e l’autunno del 1982.
Quando emerse per incontrare i suoi avvocati, DeMeo si preparava a un’incriminazione imminente, legata alle indagini condotte dal distretto sud di New York. La decisione di Arena di diventare un collaboratore di giustizia preoccupò anche Gaggi e Paul Castellano, poiché conosceva bene la struttura interna della famiglia Gambino. Di conseguenza, Castellano iniziò a pianificare l’eliminazione di DeMeo.
Un’intercettazione dell’FBI nella casa del soldato dei Gambino Angelo Ruggiero rivelò una conversazione tra lui e Gene Gotti (fratello di John Gotti), in cui si parlava della difficoltà di trovare qualcuno disposto a uccidere DeMeo. Gene spiegava che John esitava ad accettare l’incarico perché DeMeo era circondato da un vero e proprio "esercito di killer". In quel momento, Gotti aveva personalmente ucciso meno di dieci persone, mentre di DeMeo se ne contavano almeno 37, solo tra quelli accertati.
Secondo il collaboratore di giustizia Sammy Gravano, il contratto venne affidato inizialmente a Frank DeCicco, ma neppure lui riuscì ad avvicinarsi a DeMeo. Alla fine, la missione fu passata agli stessi uomini di DeMeo.
Albert DeMeo, suo figlio, raccontò che negli ultimi giorni di vita il padre era cupo, paranoico e certo che la sua fine fosse vicina. Durante l’inverno 1982–1983, usciva di casa raramente e quando lo faceva indossava un giubbotto di pelle con un fucile a canne mozze nascosto sotto. In preda alla disperazione, arrivò perfino a considerare di simulare la propria morte facendosi sparare dal figlio per poi sparire dalla circolazione.
Il 10 gennaio 1983, DeMeo si recò a casa di Patty Testa per un incontro con i suoi uomini. Quella sera non si presentò alla festa di compleanno della figlia Dione, insospettendo subito la famiglia. Poco dopo, Albert trovò in casa gli oggetti personali del padre - orologio, portafogli e anello - lasciati con cura nello studio, accanto a un opuscolo cattolico.
Dieci giorni dopo, il 20 gennaio 1983, la sua Cadillac Coupe de Ville fu trovata parcheggiata nel lotto del Varuna Boat Club a Sheepshead Bay, Brooklyn. La polizia rimorchiò l’auto e la perquisì: nel bagagliaio, sotto un lampadario, venne ritrovato il corpo parzialmente congelato di Roy DeMeo. Era stato colpito più volte alla testa e presentava una ferita alla mano, che gli investigatori interpretarono come segno di difesa. Gli inquirenti sospettarono che l’omicidio fosse stato orchestrato con le stesse modalità con cui DeMeo aveva attirato e ucciso il suo ex socio Rosenberg. Si crede che Gaggi, Joseph Testa e Anthony Senter fossero presenti al momento del delitto. Anche Albert era convinto che il padre fosse stato tradito e ucciso dalla sua stessa banda.
In un’intercettazione del 1984, il soldato della famiglia Colombo Ralph Scopo confermò indirettamente queste teorie, dicendo che DeMeo era stato eliminato dalla sua stessa famiglia perché ritenuto troppo instabile per sopportare la pressione delle accuse legate al traffico di auto rubate. Castellano, disse Scopo, "doveva farlo fuori" perché DeMeo "era fuori di testa e con le palle d'acciaio".
Il pentito Anthony "Gaspipe" Casso, ex sottocapo dei Lucchese, dichiarò che Castellano aveva ordinato a John Gotti e a Frank DeCicco di uccidere DeMeo, ma che entrambi avevano fallito. Fu allora che Casso, che conosceva bene Testa e Senter, ricevette l’incarico e ordinò a loro due di procedere, promettendo che non ci sarebbero state ripercussioni e che sarebbero stati accolti nella famiglia Lucchese. Quando DeMeo si presentò a casa di Patty Testa per riscuotere dei soldi, venne colpito mortalmente da Testa e Senter mentre aspettava un caffè.
Ironia della sorte, secondo Casso, fu proprio l’omicidio di DeMeo a condannare Castellano. Gotti e DeCicco, che già pianificavano di eliminarlo, non avrebbero mai osato farlo finché DeMeo era ancora in vita. Castellano fu assassinato il 16 dicembre 1985.

## Conseguenze
Nel 1984, un atto d’accusa contenente 78 capi d’imputazione venne depositato contro 24 imputati, tra cui Paul Castellano, Anthony Gaggi e i membri superstiti della banda di Roy DeMeo. Le accuse spaziavano dal furto d’auto, al racket, fino al traffico di droga. Castellano fu incriminato anche per aver ordinato l'omicidio di DeMeo, oltre che per numerosi altri reati, ma non arrivò mai a processo: fu assassinato nel dicembre 1985 mentre era in libertà su cauzione, nel mezzo del primo procedimento giudiziario. Il suo omicidio fu orchestrato da John Gotti, che ne approfittò per prendere il controllo della famiglia Gambino. Dopo la morte di Castellano, Gaggi divenne l'imputato principale, ma morì poco dopo per cause naturali.
Nel marzo 1986, sei membri della banda di DeMeo furono condannati: tra questi, Henry Borelli e un altro imputato vennero riconosciuti colpevoli di due omicidi, legati all'eliminazione di persone che avevano minacciato di denunciare l'organizzazione per il traffico d’auto rubate.
Nel giugno 1989, altri nove membri del gruppo, inclusi Anthony Senter e Joseph Testa, furono riconosciuti colpevoli. Alla sentenza, Senter e Testa ricevettero l'ergastolo per omicidio, più venti anni aggiuntivi per associazione mafiosa. Il procuratore William Mack Jr. li definì “la banda più violenta mai perseguita dalla giustizia federale”, aggiungendo che DeMeo era colpevole di una vera e propria “mattanza sistematica”.
Le condanne furono rese possibili grazie alle testimonianze di ex membri del gruppo, tra cui Frederick DiNome, Dominick Montiglio e Vito Arena. Montiglio, nipote di Gaggi, decise di collaborare dopo aver scoperto che lo zio aveva messo una taglia sulla sua testa. Per la sua collaborazione, fu inserito nel programma di protezione testimoni per vent’anni. Nel frattempo, Richard DiNome, fratello di Frederick, fu assassinato nel 1984. Frederick stesso morì nel 1989 in quello che fu classificato come suicidio. Vito Arena, dopo aver scontato sei anni di una condanna a diciotto grazie alla collaborazione, lasciò New York nel 1989 e venne ucciso in una rapina in Texas nel 1991.
Il famigerato Gemini Lounge, teatro di molti degli omicidi, fu in seguito trasformato in una chiesa.

## Nella cultura popolare
La figura di Roy DeMeo è stata oggetto di diverse opere:

### Libri
- Murder Machine (1992) di Jerry Capeci e Gene Mustaine
- For the Sins of My Father (2002) di Albert DeMeo (suo figlio)

### Cinema
Al cinema, DeMeo è stato interpretato da:
- Michael A. Miranda nel film Il boss dei boss (2001)
- Ray Liotta in The Iceman (2012)
- Danny A. Abeckaser in Inside Man (2022)